# Horst Pukallus
Horst Dieter Pukallus (* 14. April 1949 in Düsseldorf; Pseudonyme: Henry Robert, Henry Roland) ist ein deutscher Schriftsteller und Übersetzer.

## Leben
Horst Pukallus ist der Sohn eines Arbeiters in der Stahlindustrie. Von 1963 bis 1965 absolvierte er eine Lehre als Versicherungskaufmann. Er war 10 Jahre lang in diesem Beruf tätig und besuchte daneben eine Abendrealschule sowie verschiedene Sprachkurse. Seit den späten 1960er Jahren veröffentlichte er Kritiken zur SF-Literatur, vor allem in der Zeitschrift Science Fiction Times. 1974 erschien seine erste Erzählung Interludium. Seit 1975 ist er freier Schriftsteller, Herausgeber und Übersetzer. Pukallus lebte lange in Hilden bei Düsseldorf, heute in Wuppertal.
Horst Pukallus ist als Verfasser von Romanen und Erzählungen (u. a. in der Heftserie Die Terranauten) sowie als Kritiker und Herausgeber vorwiegend auf dem Gebiet der Science-Fiction aktiv. Daneben ist er ein sehr produktiver Übersetzer von Science-Fiction- und Fantasy-Romanen aus dem Englischen.
Horst Pukallus ist Mitglied des Verbandes Deutscher Schriftsteller. In den Jahren 1980, 1981, 1984, 1985 und 2001 erhielt er den
Kurd-Laßwitz-Preis für die beste Übersetzung, 1991 für die beste Erzählung (Das Blei der Zeit).

## Bibliografie
Commander Scott (Heftromanserie, als Gregory Kern)
- 9 Der Psi-Spion. 1975.
- 17 Tod auf Morning Star. 1975.
- 22 Der Jäger von Goom. 1975.
- 27 Die Zeit-Banditen. 1976.
- 34 Verräter an Bord!. 1976.

Die Terranauten (Heftromanserie, als Henry Roland bzw. Henry Robert)
- 27 Der Transmitter-Baum. 1980.
- 55 Das Wrack-System. 1981.
- 58 Das Herz von Rorqual. 1981.
- 75 Raumschiffjagd. 1981.
- 77 Angriffsziel Perculion. 1981.
- 93 Das galaktische Archiv. 1982.
- 94 Der Alte Wald. 1982.
- 111 Die Lebenswächter. 1985.
- 112 Der letzte Manag. 1985.
- 114 Das Techno-Team. 1985.

Akasha (Romanserie, mit Andreas Brandhorst)
- 1 Die Renegatin von Akasha. 1986.
- 2 Der Attentäter. 1986.
- 3 Das Exil der Messianer. 1986.

T.N.T. Smith: Jäger der Unsterblichen (Romanserie)
- 2 Die Stadt unter den Bergen. 1999.
- 4 Stahlgewitter Khalkin-Gol. 1999. Auch als: Das Stahlgewitter. 2016.
- 6 mit Ronald M. Hahn: Der Tempel von Bagdad. 2000.

Romane
- mit Andreas Brandhorst: In den Städten, in den Tempeln. Ullstein Science Fiction & Fantasy #31084, 1984, ISBN 3-548-31084-2.
- Krisenzentrum Dschinnistan. Ullstein (Ullstein Science Fiction & Fantasy #31108), 1985, ISBN 3-548-31108-3.
- mit Michael K. Iwoleit: Hinter den Mauern der Zeit. Heyne (Heyne Science Fiction & Fantasy #4580), 1989, ISBN 3-453-03446-5.
- Der Moloch von Moordendijk. Blitz (Blitz Phantastische Romane #3), 1997, ISBN 3-932171-03-9.
- mit Ronald M. Hahn: Alptraumland. Blitz (Blitz Phantastische Romane #15), 1999, ISBN 3-932171-15-2.
- mit Ronald M. Hahn: Wo keine Sonne scheint: Ein utopischer Roman aus dem Jahr 1948. Verlag Nummer Eins, 2001, ISBN 3-8311-0994-X.

Sammlungen
- Die Wellenlänge der Wirklichkeit. Bastei Lübbe (Bastei Lübbe Science Fiction Bestseller #22063), 1983, ISBN 3-404-22063-3.
- Songs aus der Konverterkammer. Ullstein (Ullstein Science Fiction & Fantasy #31099), 1985, ISBN 3-548-31099-0.
- Flüsterasphalt. Begedia, 2014, ISBN 978-3-943795-82-0.
- Am Abend kamen die Schnecken. p. machinery (cutting edge 2), Winnert 2022, ISBN 978-3-95765-306-2.

Anthologien (als Herausgeber)
- Das blaue Fenster des Theokrit. Heyne (Heyne Science Fiction & Fantasy #3618), 1978, ISBN 3-453-30527-2.
- Unter den Sternen in der Nacht. Damnitz (Kleine Arbeiterbibliothek #50), 1979, ISBN 3-88112-104-8.
- Der hohle Mann. Heyne (Heyne Science Fiction & Fantasy #3831), 1981, ISBN 3-453-30734-8.
- Quasar 3. Bastei Lübbe (Bastei Lübbe Science Fiction Special #24038), 1983, ISBN 3-404-24038-3.
- Der zweite Tod. Heyne (Heyne Science Fiction & Fantasy #4009), 1983, ISBN 3-453-30946-4.

Kurzgeschichten
- Der Wechselgänger (1969)
- Interludium (1974)
- Das Rheinknie bei Sonnenaufgang (1976)
- Wunderkind (1976, mit Ronald M. Hahn)
- Sternenjäger im Kosmos (1976, mit Klaus Diedrich und Ronald M. Hahn, als H. P. Howard)
- Die Wellenlänge der Wirklichkeit (1979)
- Held des Universums (1981)
- Den Sternen so nah (1982)
- Die Vereinigten Staaten nach der Reaganeration (1982)
- Preiset, Gestirne des Himmels, den Herrn! (1982)
- Dass ich die grosse Kluft der Zeit durchschlafe (1983)
- Die Opferhöhle (1983)
- Tod und Nacht, Nacht und Tod (1983)
- Katatonien, zwoter Mai neunzehnhundertsechsundzwanzig (1983)
- In Abu Abaidas Diensten (1985)
- Songs aus der Konverterkammer (1985)
- Die Ära der brennenden Berge (1989)
- Was in dem Schlaf für Träume kommen mögen (1990)
- Das Blei der Zeit (1991)
- Der Lockentenschnitzer von Beteigeuze XIV (1999)
- Die siebte Dimension des Militärkonflikts (1999)
- Schatten ohne Lächeln (2002)
- Letzte Trendansage (2006)
- Tango Is a Virus (2006)
- Placebo (2010)
- Betender Lauch (2014)
- Flüsterasphalt (2014)
- Selfie mit Alien (2018)

Übersetzungen
- Isaac Asimov: Auf der Suche nach der Erde. München 1984.
- Iain Banks: Förchtbar Maschien. München 2000.
- Iain Banks: Vor einem dunklen Hintergrund. München 1998.
- Alan Barclay: Die Raumsoldaten. Bergisch Gladbach 1974.
- Ralph Barger: Ridin' high, livin' free. Hamburg [u. a.] 2002.
- Alfred Bester: Demolition. München 1979.
- David Bischoff: Die Epidemie. München 1995.
- John Brunner: Am falschen Ende der Zeit. München [u. a.] 1979.
- John Brunner: Chaos Erde. München 1996.
- John Brunner: Das Gottschalk-Komplott. Rastatt 1982.
- John Brunner: Ein irrer Orbit. München 1993.
- John Brunner: Labyrinth der Sterne. München 1992.
- John Brunner: Morgenwelt. München 1980.
- John Brunner: Die Plätze der Stadt. München 1980.
- John Brunner: Schafe blicken auf. München 1978.
- John Brunner: Der Schockwellenreiter. München 1979.
- John Brunner: Treibsand. München 1982.
- Algis Budrys: Ungeahnte Dimensionen. Frankfurt/M. [u. a.] 1983.
- Manfred Kluge: Cagliostros Spiegel. München 1977 (übersetzt zusammen mit Birgit Reß-Bohusch).
- Jo Clayton: Blaue Magie. München 1990.
- Jo Clayton: Das Sammeln der Steine. München 1990.
- Jo Clayton: Seelentrinkerin. München 1990.
- Hal Clement: Schwere Welten. München 1984 (übersetzt zusammen mit Peter Pape).
- Hal Clement: Stützpunkt auf Dhrawn. München 1975.
- Paul Cook: Der Rand des Mandala. München 1991.
- Robin Cook: Der Fluch der Sphinx. München [u. a.] 1981.
- Robin Cook: Sphinx. München [u. a.] 1980.
- Edmund Cooper: Der Eisplanet. Rastatt/Baden 1975.
- Philip K. Dick: Kinder des Holocaust. Rastatt 1984.
- Peter Dickinson: Das grüne Gen. München 1978.
- Gordon R. Dickson: Charlies Planet. Rastatt (Baden) 1975.
- Gordon R. Dickson: Utopia 2050. Rastatt/Baden 1976.
- Thomas M. Disch: Die Herrschaft der Fremden. München [u. a.] 1979.
- Mike Dolinsky: Die PSI-Droge. München 1976.
- Stephen R. Donaldson: Die Chronik von Thomas Covenant dem Zweifler. München.
  - 1,1 Lord Fouls Fluch. 1984.
  - 1,2 Die Macht des Steins. 1983.
  - 1,3 Die letzte Walstatt. 1984.
  - 2,1 Das verwundete Land. 1984.
  - 2,2 Der einsame Baum. 1984.
  - 2,3 Der Bann des weißen Goldes. 1985.
- Stephen R. Donaldson: Einer reitet durch. Gütersloh [u. a.] 1990.
- Stephen R. Donaldson: Der Spiegel ihrer Träume. 1989.
- George Alec Effinger: Endzeit. München 1978.
- Suzette Haden Elgin: Amerika der Männer. München 1987.
- Suzette Haden Elgin: Die Judasrose. München 1990.
- Jennifer Fallon: Kind der Götter. München 2005.
- Jennifer Fallon: Kind der Magie. München 2004.
- Jennifer Fallon: Kind des Schicksals. München 2005.
- Philip José Farmer: Das echte Log des Phileas Fogg. München 1976.
- Manfred Kluge: Frankensteins Wiegenlied. München 1977 (übersetzt zusammen mit Birgit Reß-Bohusch).
- Jane Gaskell: Der Drache. München 1976.
- Jane Gaskell: Im Land der Affenmenschen. München 1977.
- Jane Gaskell: Im Reich der Atlantiden. München 1977.
- Jane Gaskell: Die Länder des Sommers. 1988.
- Jane Gaskell: Der Turm der Göttin. München 1976.
- W. Michael Gear: Spinnenkrieger. München 1993.
- W. Michael Gear: Spinnenfäden. München 1993.
- W. Michael Gear: Spinnen-Netze. München 1993.
- Stuart Gordon: Der Krähengott. München 1978.
- Joe Haldeman: Unendliche Träume. München 1985.
- Barbara Hambly: Palpatines Auge. München 1997.
- Philip E. High: Nach dem Inferno. Bergisch Gladbach 1974.
- Ronald M. Hahn: Invasoren. München 1994 (übersetzt zusammen mit Thomas Ziegler).
- Donald Kingsbury: Die Riten der Minne. München 1984.
- Katherine Kurtz: Band ... der Deryni-Chronik. München.
  - 1 Das Geschlecht der Magier. 1978.
  - 2 Die Zauberfürsten. 1978.
  - 3 Ein Deryni-König. 1978.
- Katherine Kurtz: Band ... des Frühen Deryni-Zyklus. München.
  - 1 Camber von Culdi. 1979.
  - 2 Sankt Camber. 1980.
  - 3 Camber der Ketzer. 1983.
- Katherine Kurtz: Lehrs Vermächtnis. München 1991.
- Katherine Kurtz: Ein Roman des Deryni-Zyklus. München.
  - 1 Das Martyrium von Gwynedd. 2000.
  - 2 König Javans Jahr. 2000.
- Katherine Kurtz: Roman ... des Zyklus "Die Geschichte von König Kelson". München.
  - 1 Das Erbe des Bischofs. 1991.
  - 2 Die Gerechtigkeit des Königs. 1989.
  - 3 Die Suche nach Sankt Camber. 1989.
  - 4 Die Deryni-Archive. 1991.
- Marc Laidlaw: Papis Bombe. München 1987.
- Ronald M. Hahn: Der letzte Mars-Trip. München 1994 (übersetzt zusammen mit Thomas Ziegler).
- Robert Lory: Die Nächte des Werlöwen. Rastatt 1976.
- Robert Lory: Die teuflischen Schwestern. Rastatt/Baden 1976.
- Gary Lovisi: Freie Fahrt zur Hölle. Windeck 2003.
- C. C. MacApp: Die Dunkelwelt. Bergisch Gladbach 1974.
- C. C. MacApp: Gefangene der Galaxis. Bergisch Gladbach 1975.
- Barry N. Malzberg: Der letzte Krieg. Frankfurt/M. [u. a.] 1985.
- T. L. Mancour: Spartacus. München 1994.
- David I. Masson: An den Grenzen der Zeit. Frankfurt/M. [u. a.] 1984.
- Bill McCay: Ketten der Gewalt. München 1994.
- Philip McCutchan: Die Attentäter. Frankfurt/M. [u. a.] 1990.
- Ian McDonald: Necroville. München 1996.
- J. T. McIntosh: Die Crock-Expedition. München 1976.
- J. T. McIntosh: Flucht vor dem Leben. Bergisch Gladbach 1974.
- Vonda N. McIntyre: Die Traumschlange. München [u. a.] 1979.
- R. M. Meluch: Jerusalem in Flammen. München 1991.
- V. E. Mitchell: Die Jarada. München 1995.
- James Morrow: Das Gottesmahl. München 1999.
- James Morrow: So muß die Welt enden. München 1994.
- Rebecca Neason: Der Kronprinz. München 1996.
- John Peel: Drachenjäger. München 1996.
- Frederik Pohl: Der Outsider-Stern. Rastatt/Baden 1976.
- Frederik Pohl: Signale. Frankfurt am Main 1975.
- Fletcher Pratt: Der blaue Stern. München 1977.
- William Thomas Quick: Planet der Affen. München 2001.
- Keith Roberts: Drachenpiloten. München 1991.
- Peter Saxon: Der grüne Wolf und das Mädchen. Rastatt (Baden) 1975.
- Robert Silverberg: Regans Satellit. Rastatt/Baden 1976.
- Clifford D. Simak: Heimat Erde. München 1976.
- John Sladek: Die Menschen sind los!. Frankfurt/M. [u. a.] 1984.
- Anton C. H. Smith: Der dunkle Kristall. München 1983.
- Norman Spinrad: Die Transformation. München 2002.
- Joseph C. Stinson: Dirty Harry kommt zurück. München 1984.
- Jeff Sutton: Der Teleporter. Bergisch Gladbach 1974.
- Michael Taylor: Militärflugzeuge. Hamburg 1980.
- Sheri S. Tepper: Nach langem Schweigen. München 1992.
- Gene Wolfe: Der Tod des Dr. Island. München 1979 (übersetzt zusammen mit Sylvia Pukallus).
- John Vornholt: Kriegstrommeln. München 1995.
- Jack Womack: Heidern. München 1993.
- Chelsea Quinn Yarbro: Der vierte apokalyptische Reiter. Bergisch Gladbach 1979.